# Newcleus
I Newcleus erano un gruppo di musica elettronica e hip hop attivi soprattutto negli anni ottanta.

## Storia
I Newcleus prendono origine da un collettivo di disc jockey di Brooklyn conosciuto come Jam-On Productions, composto da Ben "Cozmo D" Cenac, sua cugina Monique Angevin e suo fratello Pete, tutti adolescenti ancora presi dagli impegni scolastici. Molti membri si avvicendarono nel gruppo, ma nel 1979 la formazione si era incentrata su Cenac, la futura moglie Yvette "Lady E" Cook, Monique Angevin e il futuro marito Bob "Chilly B" Crafton.
Il loro primo singolo, "Jam on Revenge (the Wikki-Wikki Song)", entrò nella Top 40 delle classifiche R&B del 1983 e quello successivo, "Jam on It", ebbe un buon successo anche nell'ambito pop. "Computer Age (Push the Button)" era un singolo più maturo, con parti rappate ed effetti elettronici più sofisticati, ma nonostante questo ottenne più o meno la stessa popolarità dei pezzi precedenti.
Il primo album del gruppo (che intanto aveva cambiato il nome in Newcleus), Jam on Revenge (1984), fu soggetto a dure critiche e il disco dell'anno dopo, Space Is the Place, risultò essere peggio di quello precedente. Con l'avvento dei Run DMC e il loro hip hop con influenze rock i gruppi come i Newcleus, che si basavano sulla musica elettronica, dovettero affrontare un periodo di inesorabile declino.

I Newcleus però continuano a registrare, facendo qualche sporadica comparsa a partire dal 1989, senza però entrare mai in classifica; il loro prossimo lavoro, Returned to Earth, dovrebbe uscire entro la fine del 2007.

## Discografia
Album in studio
- 1984 - Jam on Revenge
- 1985 - Space Is the Place
- 1994 - Next Generation